# Talegaon Dhamdhere
Talegaon Dhamdhere är en ort i Indien.   Den ligger i distriktet Pune och delstaten Maharashtra, i den sydvästra delen av landet, 1 200 km söder om huvudstaden New Delhi. Talegaon Dhamdhere ligger 569 meter över havet och antalet invånare är 13 410.
Terrängen runt Talegaon Dhamdhere är platt. Runt Talegaon Dhamdhere är det ganska tätbefolkat, med 248 invånare per kvadratkilometer. Närmaste större samhälle är Koregaon, 10,1 km väster om Talegaon Dhamdhere. Trakten runt Talegaon Dhamdhere består till största delen av jordbruksmark.